# Rochester (Michigan)
Rochester – miasto w Stanach Zjednoczonych, w stanie Michigan, w hrabstwie Oakland.